# Fluctuations thermodynamiques

Mouvement d'atomes adsorbés sur une surface cristalline. Les mouvements des atomes cristallins sont omis.

Les fluctuations thermodynamiques des atomes ou molécules à l'intérieur d'un système sont les faibles écarts statistiques à l'équilibre thermodynamique de ce système. Ils sont décrits par la physique statistique hors d'équilibre.
Ces fluctuations affectent tous les degrés de liberté : translation, rotation, vibration et énergie interne des molécules dans un gaz, translation pour un atome adsorbé sur une surface ou constituant un élément étranger dans une structure cristalline. Dans ces derniers cas ce phénomène est lié au mouvement des atomes constituant le solide (phonons).
On peut relier ces phénomènes à la diffusion et à la dissipation de l'énergie.

## Distribution gaussienne des fluctuations
Les systèmes auxquels on s'intéresse, qu'ils soient solides, liquides ou gazeux, sont décrits par un nombre faible de variables extensives (conservatives) décrivant une collection d'états du système à l'échelle microscopique appelé ensemble de Gibbs. L'ensemble des états microscopiques contenus dans cet ensemble est décrit à chaque instant par une fonction de distribution (densité de probabilité conjointe) {\displaystyle f(\mathbf {x} ,\mathbf {p} ,t)} dans l'espace des phases ({\displaystyle \mathbf {x} } est la position, {\displaystyle \mathbf {p} } la quantité de mouvement et {\displaystyle t} le temps). Les valeurs macroscopiques temporelles de chaque variable conservative {\displaystyle A_{i}} sont définies par les moments des quantités microscopiques {\displaystyle a_{i}} :
- d'ordre 0 (valeur moyenne) :

{\displaystyle A_{i}(\mathbf {x} ,t)=\langle a_{i}\rangle :=\int _{V}\int _{0}^{\infty }a_{i}(\mathbf {x} ,\mathbf {p} )\,f(\mathbf {x} ,\mathbf {p} ,t)\,\mathrm {d} \mathbf {p} \,\mathrm {d} \mathbf {x} }
{\displaystyle V} étant le volume élémentaire définissant l'ensemble de Gibbs ;
- d'ordre 2, caractérisant les corrélations des écarts aux valeurs moyennes :

la variance {\displaystyle \langle a_{i}a_{j}\rangle }
la covariance {\displaystyle \langle (a_{i}-A_{i})(a_{j}-A_{j})\rangle =\langle a_{i}a_{j}\rangle -\langle a_{i}\rangle \langle a_{j}\rangle }
Si {\displaystyle {A_{i}}_{0}} est la valeur à l'équilibre thermodynamique la fluctuation est
{\displaystyle x_{i}=a_{i}-{A_{i}}_{0}}
On montre que {\displaystyle f} obéit à une distribution gaussienne
{\displaystyle f\simeq C\mathrm {e} ^{\frac {S_{0}(A_{i_{0}})}{k_{\text{B}}}}\mathrm {e} ^{-{\frac {1}{2}}\beta _{ij}x_{i}x_{j}}\,,\;\;\;\beta _{ij}=-{\frac {1}{k_{\text{B}}}}{\frac {\partial ^{2}S}{\partial A_{i}\partial A_{j}}}\geq 0}
avec :
- {\displaystyle S} l'entropie ;
- {\displaystyle S_{0}} sa valeur d'équilibre ;
- {\displaystyle k_{\text{B}}} la constante de Boltzmann.

On définit les quantités thermodynamiques conjuguées par :
{\displaystyle X_{i}=-{\frac {\partial S}{\partial x_{i}}}=\beta _{ij}x_{j}}
On a les relations liant les diverses quantités microscopiques et macroscopiques
{\displaystyle \langle X_{i}x_{j}\rangle =\delta _{ij}\,,\qquad \langle x_{i}x_{j}\rangle =({\boldsymbol {\beta }})_{ij}^{-1}\,,\qquad \langle X_{i}X_{j}\rangle =\beta _{ij}}
Remarques
- Cette analyse exclut les fluctuations quantiques.
- Ces résultats peuvent être obtenus par l'utilisation du théorème de la limite centrale[2].

## Expressions des fluctuations dans un gaz
À partir des expressions classiques de la physique statistique et de la thermodynamique, il est possible de calculer les {\displaystyle \beta _{ij}}, d'où les variances des quantités {\displaystyle x_{i}\equiv \delta T,\delta V,\delta S,\delta p}.
|                          | {\displaystyle \delta T}                                                                  | {\displaystyle \delta V}                                                        | {\displaystyle \delta S}                                                       | {\displaystyle \delta p}                                                                  |
| ------------------------ | ----------------------------------------------------------------------------------------- | ------------------------------------------------------------------------------- | ------------------------------------------------------------------------------ | ----------------------------------------------------------------------------------------- |
| {\displaystyle \delta T} | {\displaystyle {\frac {RT^{2}}{MC_{V}}}}                                                  | 0                                                                               | {\displaystyle -k_{\text{B}}T}                                                 | {\displaystyle {\frac {RT^{2}}{MC_{V}}}\left({\frac {\partial p}{\partial T}}\right)_{V}} |
| {\displaystyle \delta V} | 0                                                                                         | {\displaystyle -k_{\text{B}}T\left({\frac {\partial V}{\partial p}}\right)_{T}} | {\displaystyle k_{\text{B}}T\left({\frac {\partial V}{\partial T}}\right)_{p}} | {\displaystyle -k_{\text{B}}T}                                                            |
| {\displaystyle \delta S} | {\displaystyle -k_{\text{B}}T}                                                            | {\displaystyle k_{\text{B}}T\left({\frac {\partial V}{\partial T}}\right)_{p}}  | {\displaystyle {\frac {{k_{\text{B}}}^{2}MC_{p}}{R}}}                          | 0                                                                                         |
| {\displaystyle \delta p} | {\displaystyle {\frac {RT^{2}}{MC_{V}}}\left({\frac {\partial p}{\partial T}}\right)_{V}} | {\displaystyle -k_{\text{B}}T}                                                  | 0                                                                              | {\displaystyle -k_{\text{B}}T\left({\frac {\partial p}{\partial V}}\right)_{S}}           |

avec :
- {\displaystyle k_{\text{B}}} la constante de Boltzmann ;
- {\displaystyle T} la température thermodynamique ;
- {\displaystyle p} la pression ;
- {\displaystyle M} la masse molaire ;
- {\displaystyle R} la Constante universelle des gaz parfaits ;
- {\displaystyle C_{p}} la capacité thermique massique à pression constante ;
- {\displaystyle C_{V}} la capacité thermique massique à volume constant.

On peut de la même façon calculer la fluctuation des composantes de la vitesse microscopique de particules de masse {\displaystyle m}
{\displaystyle \langle {v_{i}}^{2}\rangle ={\frac {k_{\text{B}}T}{m}}}

## Diffusion et dissipation
Au-delà des moments utilisée ci-dessus on peut aller plus loin avec le signal temporel des fluctuations. Celui-ci joue un rôle fondamental en physique statistique hors d'équilibre au travers de sa fonction d'autocorrélation :
- on peut relier la partie imaginaire de celle-ci à la dissipation par le théorème de fluctuation-dissipation ;
- on peut de même relier les coefficients de transport à cette fonction par l'intermédiaire de la relation de Green-Kubo.